# Riku Saga
Riku Saga (japanisch 嵯峨 理久 Saga Riku; * 27. Mai 1998 in Kamikita, Präfektur Aomori) ist ein japanischer Fußballspieler.

## Karriere
Riku Saga erlernte das Fußballspielen in der Schulmannschaft der Aomori Yamada High School sowie in der  Universitätsmannschaft der Sendai University. Seinen ersten Vertrag unterschrieb er am 1. Februar 2021 beim Iwaki FC. Der Verein aus Iwaki, einer Stadt in der Präfektur Fukushima auf Honshū, spielte in der vierten japanischen Liga, der Japan Football League. Am Ende der Saison feierte er mit Iwaki die Meisterschaft und den Aufstieg in die dritte Liga. Sein Drittligadebüt gab Riku Saga am 13. März 2022 (1. Spieltag) im Auswärtsspiel gegen den Kagoshima United FC. Hier stand er in der Startelf und stand die kompletten 90 Minuten auf dem Spielfeld. In der vierten Minute schoss er sein erstes Drittligator zur 1:0-Führung. Das Spiel endete 1:1. Am Ende der Saison 2022 feierte er mit Iwaki die Meisterschaft und den Aufstieg in die zweite Liga. Nach insgesamt 92 Ligaspielen wechselte er im Juli 2024 zum ebenfalls in der zweiten Liga spielenden Fagiano Okayama. Am Ende der Saison 2024 belegte er mit Okayama den fünften Tabellenplatz und qualifizierte sich somit zu den Aufstiegsspielen zur ersten Liga. Hier konnte man sich im Finale gegen Vegalta Sendai durchsetzen und stieg somit in die erste Liga auf.

## Erfolge
Iwaki FC
- Japanischer Viertligameister: 2021  ▲
- Japanischer Drittligameister: 2022  ▲